# スカイウェスト航空
スカイウェスト航空（スカイウェストこうくう、英: SkyWest Airlines）は、スカイウエスト社が所有し、アメリカ合衆国ユタ州セントジョージに本拠地を置く北アメリカの航空会社である。資金的な面や、エアラインズ・フォー・アメリカが定義するところでは、スカイウェストは北アメリカの主要航空会社である。しかしながら運航はリージョナル航空会社としての規模に留まっており、リージョナル・エアライン・アソシエーション (Regional Airline Association) の一員でもある。就航地は182都市、アメリカ合衆国の41州とワシントンD.C.、カナダの6州、メキシコの9都市とバハマである。様々な主要キャリアとの契約に基づいてローカル線を運航する航空会社としてサービスを提供している。アラスカ航空とのパートナーシップではスカイウェスト航空として運航する他、ユナイテッド航空とはユナイテッド・エクスプレス、デルタ航空とはデルタ・コネクション、アメリカン航空とはアメリカン・イーグルのブランドを用いている。
2014年2月時点で、スカイウェストは北アメリカ全域にわたって10,569人を雇用している。この航空会社は平均して1日に1,784便の出発便を運航し、うち1,042便はユナイテッド・エクスプレスとして、504便はデルタ・コネクションとして、90便はUSエアウェイズ・エクスプレスとして、112便はアメリカン・イーグルとして、36便はアラスカ航空として運航している。スカイウェストは2013年には合計で2700万人の乗客を輸送している。スカイウェスト社の現在の会長およびCEOはジェリー・アトキンであり、ラッセル・"チップ"・チャイルズが社長、スカイウェスト航空の最高執行責任者はマイケル・トンプソンとなっている。

## 歴史

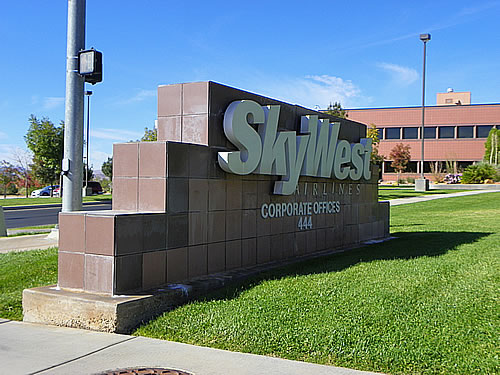
ユタ州セントジョージにあるスカイウェスト航空の本社

既存の航空会社の限られた路線網に不満を持っていたユタ州セントジョージの弁護士ラルフ・アトキンが、1972年にディクシー航空を買収しソルトレイクシティへのシャトル便を開設したのが始まりである。設立当初の難局を乗り切り、アメリカ合衆国西部に路線網を拡大した。1984年、カリフォルニア州パームスプリングスのサン・アイレ・ラインを買収したことで、リージョナル航空会社として11位の規模となった。
1985年、ソルトレイクシティをハブ空港とするウエスタン航空（後にデルタ航空により買収）のローカル線を担うウエスタン・エクスプレスとのコードシェアを開始した。1986年には、NASDAQで株式公開を行った。
1995年、コンチネンタル航空のロサンゼルス便の運航を開始。スカイウェスト航空が、2年後にユナイテッド航空便の運航に着手するまで継続された。スカイウエスト航空によるユナイテッド・エクスプレス便は、サンフランシスコ国際空港、ロサンゼルス国際空港、デンバー国際空港発のもので、1990年代末には、最大の運航となった。コンチネンタル航空との提携は、2003年にジョージ・ブッシュ・インターコンチネンタル空港便で再開したが、2005年6月には終了した。2005年8月15日、デルタ航空がアトランティック・サウスイースト航空を4億2500万ドルでホールディングカンパニーであるスカイウエストに売却することを発表した。買収は2005年9月8日に完了した
2010年8月4日、スカイウエスト社がエクスプレスジェット航空を買収し、先に買収したアトランティック・サウスイースト航空と合併する、総額1億3300万ドルに達する計画を発表した。この計画は最大の旅客業務を提供していたユナイテッド航空・コンチネンタル航空の両者との緊密な連携により進展し、2010年9月13日に連邦取引委員会によって承認された。
2011年2月、アラスカ航空によって5月14日よりホライゾン航空に代わってスカイウェスト航空が西海岸線を運行することを発表した。これはシアトルとポートランドより、カリフォルニア州のフレズノ、バーバンク、サンタバーバラ、オンタリオの各都市を結ぶ路線であった。なお、アラスカ航空は当時同様の合意を、アラスカ便でペニンシュラ航空と、アラスカ・ハワイを除く48州便でホライゾン航空と行っている。
2011年6月、エアトラン航空は9月6日よりスカイウェストとコードシェアを世界規模で行うと同時に、パートナーシップ契約を行うことを発表した。その2ヶ月後、スカイウェストは2012年中頃までにUSエアウェイズとのコードシェアを行うことで合意したことを発表、CRJ200によってUSエアウェイズのハブであるフェニックスから運航させることになった。
2012年7月に三菱航空機製の日本産ジェット旅客機Mitsubishi SpaceJetを100機発注した。
2012年9月、アメリカン航空より、11月15日から同社のハブであるロサンゼルスからの便を12機のCRJ200での運航を請け負った。

## 就航都市
スカイウェストは北アメリカ全域の180都市に就航しており、それにはデンバー国際空港、ソルトレイクシティ国際空港、サンフランシスコ国際空港、ロサンゼルス国際空港、シカゴ・オヘア国際空港、シアトル・タコマ国際空港およびポートランド国際空港が含まれている。

## 保有機材

### 現在
他のアメリカのリージョナル航空会社と同様、スコープ・クローズが適用されており、保有する機材は50席以下、70席以下、76席以下の3種に分けられる。
2018年7月時点で、スカイウェストの保有機材は以下の航空機で構成されている。
| 機種                    | 現役           | 発注           | 乗客数         | 乗客数         | 乗客数         | 乗客数         | ブランド                   | 備考                                  |
| 機種                    | 現役           | 発注           | F              | Y+             | Y              | 合計           | ブランド                   | 備考                                  |
| 50席以下の機材          | 50席以下の機材 | 50席以下の機材 | 50席以下の機材 | 50席以下の機材 | 50席以下の機材 | 50席以下の機材 | 50席以下の機材             | 50席以下の機材                        |
| ----------------------- | -------------- | -------------- | -------------- | -------------- | -------------- | -------------- | -------------------------- | ------------------------------------- |
| ボンバルディア CRJ100   | 1              | —              | —              | —              | 50             | 50             | アメリカン・イーグル       |                                       |
| ボンバルディア CRJ100   | 5              | —              | —              | 4              | 46             | 50             | デルタ・コネクション       |                                       |
| ボンバルディア CRJ100   | 1              | —              | —              | —              | 50             | 50             | スカイウェスト航空         |                                       |
| ボンバルディアCRJ200    | 9              | —              | —              | —              | 50             | 50             | アメリカン・イーグル       |                                       |
| ボンバルディアCRJ200    | 87             | —              | —              | 4              | 46             | 50             | デルタ・コネクション       |                                       |
| ボンバルディアCRJ200    | 20             | —              | —              | —              | 50             | 50             | スカイウェスト航空         |                                       |
| ボンバルディアCRJ200    | 77             | 1              | —              | —              | 50             | 50             | ユナイテッド・エクスプレス |                                       |
| 70席以下の機材          |                |                |                |                |                |                |                            |                                       |
| ボンバルディアCRJ700    | 2              | 18             | 9              | 16             | 40             | 65             | アメリカン・イーグル       |                                       |
| ボンバルディアCRJ700    | 27             | —              | 9              | 16             | 44             | 69             | デルタ・コネクション       |                                       |
| ボンバルディアCRJ700    | 38             | —              | 6              | 16             | 48             | 70             | アメリカン・イーグル       |                                       |
| ボンバルディアCRJ700    | 1              | —              | 6              | 16             | 48             | 70             | スカイウェスト航空         |                                       |
| ボンバルディアCRJ700    | 19             | —              | 6              | 16             | 48             | 70             | ユナイテッド・エクスプレス |                                       |
| エンブラエル 175-SC     | 13             | 17             | 12             | 20             | 38             | 70             | デルタ・コネクション       | 2018年内に納入予定                    |
| 76席以下の機材          |                |                |                |                |                |                |                            |                                       |
| ボンバルディアCRJ900    | 36             | —              | 12             | 20             | 44             | 76             | デルタ・コネクション       |                                       |
| エンブラエル 175        | 29             | 6              | 12             | 12             | 52             | 76             | アラスカ航空               | 2018年内に納入予定                    |
| エンブラエル 175        | 19             | —              | 12             | 20             | 44             | 76             | デルタ・コネクション       |                                       |
| エンブラエル 175        | 65             | —              | 12             | 16             | 48             | 76             | ユナイテッド・エクスプレス |                                       |
| エンブラエル 175-E2     | —              | 100            | 未定           | 未定           | 未定           | 未定           | 未定                       | ローンチカスタマー 2021年から納入予定 |
| Mitsubishi SpaceJet M90 | —              | 100            | 未定           | 未定           | 未定           | 未定           | 未定                       | 2020年から納入予定                    |
| Total                   | 449            | 242            |                |                |                |                |                            |                                       |

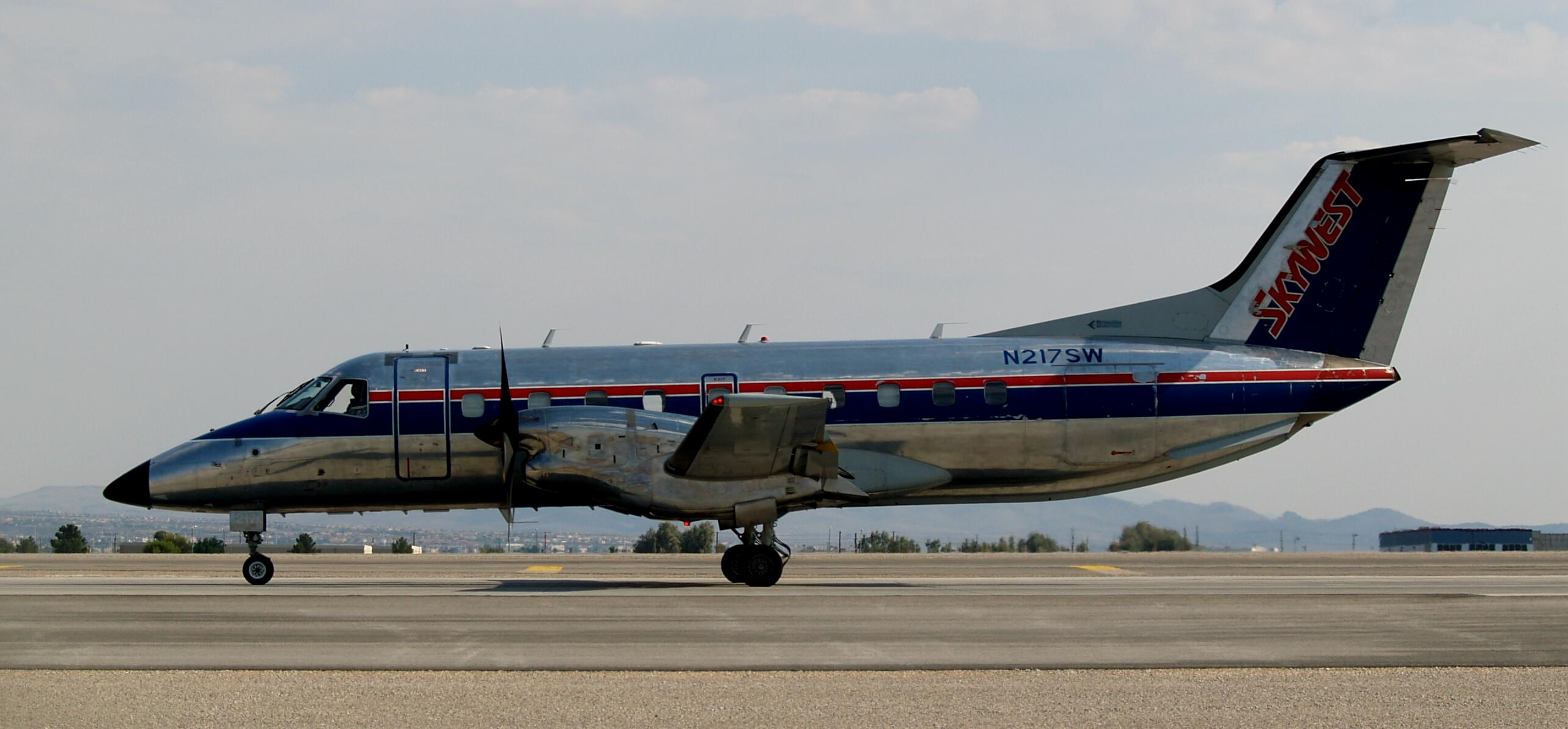
スカイウェストのカラーリングのエンブラエル EMB 120 ブラジリア（引退済み）
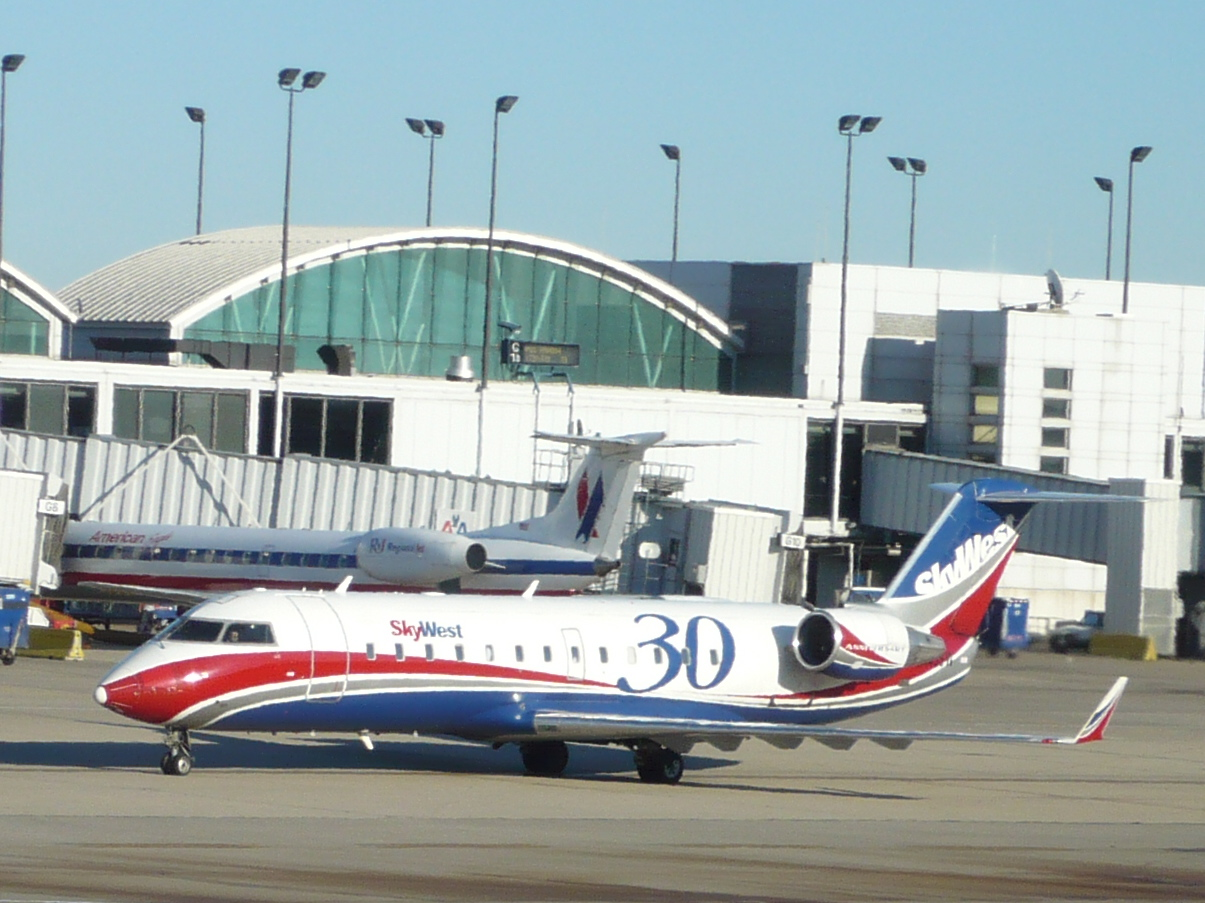
スカイウェストのボンバルディア CRJ-200（オヘア国際空港にて）
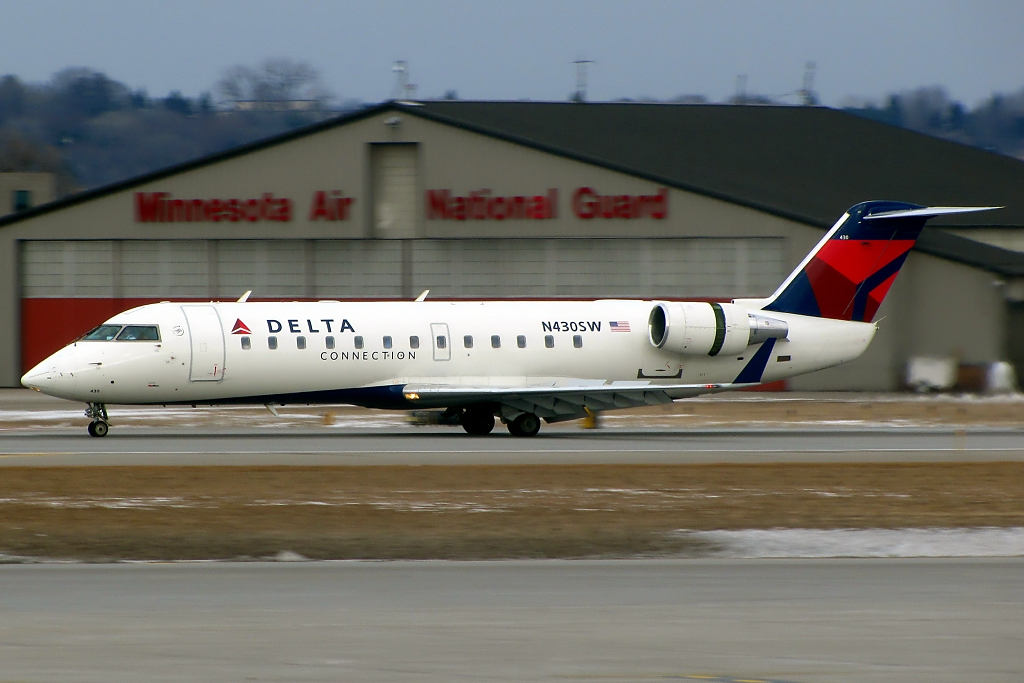
スカイウェストが運航するデルタ・コネクションのボンバルディア CRJ-200（ミネアポリス・セントポール国際空港にて）
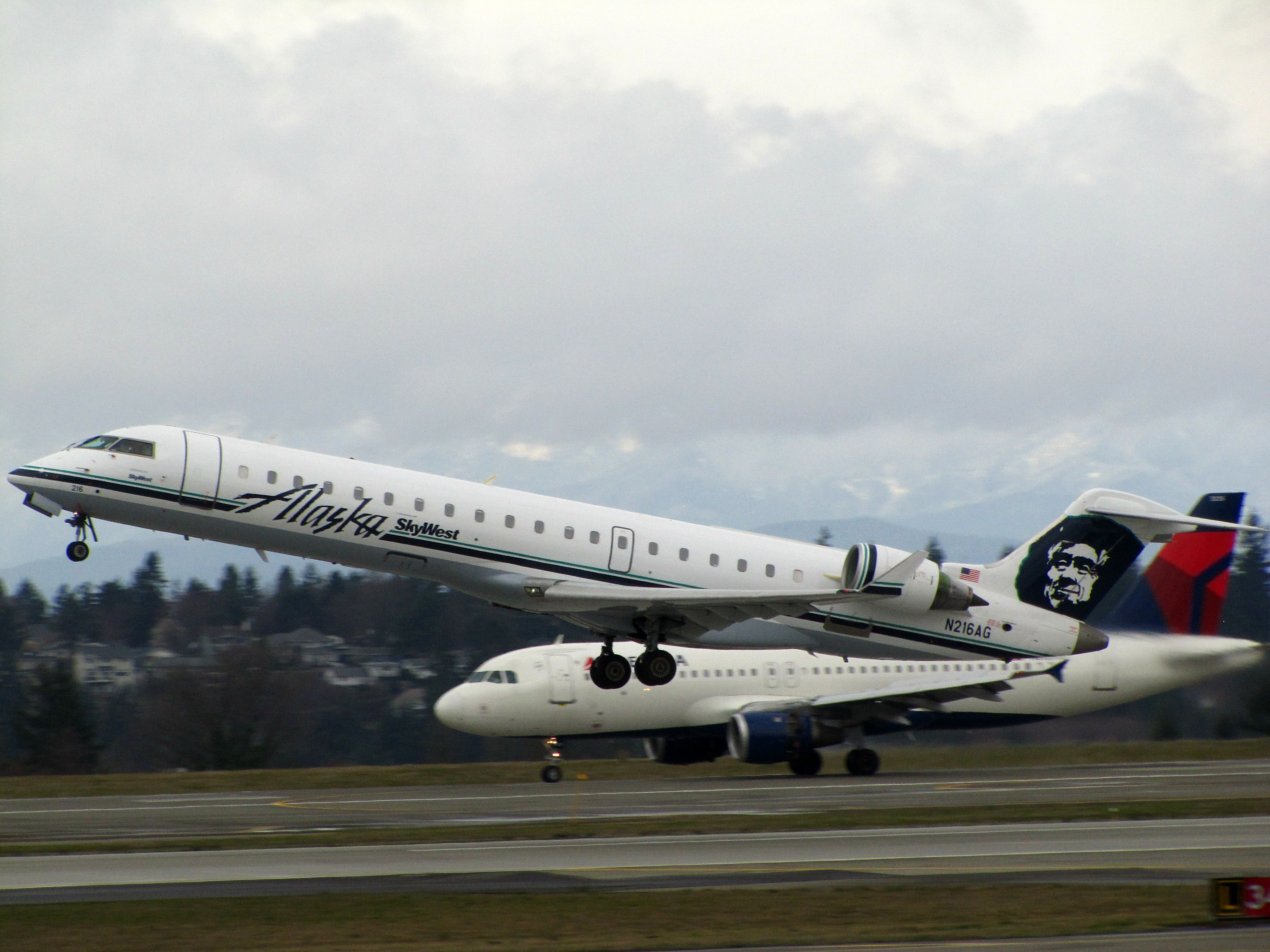
スカイウェストが運航するアラスカ・スカイウェストのボンバルディア CRJ-700（シータック空港にて）

### 将来
2012年6月、スカイウエスト社は100機のMRJ90（現：Mitsubishi SpaceJet M90）を、傘下のスカイウェスト航空とエクスプレスジェット航空用に発注した。2017年に就航を開始する予定であった。2012年12月、100機導入の本契約に加え、100機分のオプション契約を締結した。スペースジェットM90の開発が遅延したため、オプションの100機は2021年以降の取得となる。
2013年5月21日、スカイウエスト社はエンブラエルと100機に追加の100機までのオプションを付けてE175の購入で合意した。デリバリーは2014年4月に予定された。最初の40機はスカイウェスト航空により運航され、12年契約でユナイテッド航空の下で2クラス76席（エコノミープラスを運用するため、実質3クラス）のコンフィギュレーションで運航されることになった。
2013年6月17日、オプションを含め200機のE175-E2購入に合意した。スカイウェスト航空がエンブラエル E2シリーズのローンチカスタマーとなり、2020年の納入が予定されている。

## 事故・事件
スカイウェスト航空が原因と指摘されたり、誤りがあったと考えられる死亡事故は発生していないが、インシデントには下記のものが含まれる:
- 1987年1月15日: スカイウェスト航空1834便（フェアチャイルド メトロ）がアイダホ州ポカテッロ発ソルトレイクシティ国際空港行きのフライトを運航中に、教官と訓練生を乗せて飛行していたムーニー M20（英語版）とカーンズ（英語版）周辺で衝突した。1834便に搭乗していた10人全員とムーニーに搭乗していた2人が死亡した。この事故はムーニーに搭乗していたパイロット訓練生の航法エラーが原因であることが判明した[31]。
- 1990年1月15日: スカイウェスト航空5855便（フェアチャイルド メトロ）がネバダ州エルコへ計器進入中に地形に衝突した。4人が重傷を、9人が軽傷を負った。
- 1991年2月1日: ロサンゼルス-パームデール間の定期便、スカイウェスト航空5569便（フェアチャイルド メトロ）がロサンゼルスの稼働中の滑走路で出発許可を待っていた時、着陸してきたオハイオ州コロンバス発のUSエアー1493便に衝突された。スカイウェスト航空5569便は離陸のために滑走路24Lへ移動し、誘導路45の交差点で待機するよう指示された。USエアー1493便は1分後に滑走路24Lへの着陸許可を同じ管制官から得た。1分後、USエアー1493便が着陸、滑走路末端から2400フィートの位置に待機していたスカイウェストのメトロに乗り上げた。両機は滑走路を滑走し、その後左脇へ外れ、使用されていない消防署にぶつかり停止し、炎上した。メトロの12人全員（乗客10人、パイロット2人）と737に搭乗していた89人のうち22人（乗客20人、パイロット1人、客室乗務員1人）が死亡した。原因は航空管制ミスであると判明した。
- 1997年5月21日: スカイウェスト航空724便（エンブラエル EMB-120、N198SW）がカリフォルニア州サンディエゴのサンディエゴ国際空港-リンドバーグ飛行場から離陸後、右エンジンの出力を喪失し関連するエンジン火災が起き、続いてすべての油圧システムが喪失した。同機は重大な損傷を受けた。パイロット2人、客室乗務員1人と乗客14人にけがはなかった。スカイウェストは同機を国内定期旅客便として連邦規則集14巻Part 121の下で運航していた。同便はカリフォルニア州ロサンゼルスに向かう予定であったが、サンディエゴのミラマー海軍航空基地にダイバートし、14時27分（軍用時間）に着陸した。当時目視飛行が可能な気象状況であったが、計器飛行計画が提出されていた。
- 2007年5月26日: スカイウェスト航空5741便（英語版）（エンブラエル 120）がサンフランシスコ国際空港の交差する滑走路でリパブリック航空4912便（エンブラエル 170）と衝突寸前となる、深刻な滑走路誤進入事故に遭遇した。乗客の中に負傷者がいたという報告はなく、どちらの機体にも損傷があったという報告はなかった。NTSBによると、FAAの管制官に過失があり、両機の距離は50から300フィートであった。
- 2008年1月13日: サンフランシスコ国際空港で整備員を乗せたユナイテッド航空のボーイング757が後退中に、乗客60人と乗員が搭乗したスカイウェスト航空6398便（ボンバルディア CRJ700）に衝突した。衝突は午後7時30分、757が旅客営業を完了し夜に向けてゲート80からハンガーまで乗客を乗せずに移動しているときに発生した。スカイウェスト機に搭乗していた乗客は、ゲートを出発しアイダホ州ボイシへの出発を待っていた同機から降りた。両機は尾翼とエンジンに損傷を受けたが、両機に搭乗していた人々にけがはなかった[32]。
- 2008年9月7日: ユナイテッド航空のロサンゼルス国際空港発の航空便として運航していたスカイウェスト航空6430便（ボンバルディア CRJ700）がテキサス州サンアントニオで着陸後に滑走路を外れた。空港の広報担当者によれば、機体は機械的な問題が発生しているように見え、撤去までの2時間の間、主滑走路が封鎖された。搭乗してた乗客52人、乗員4人にけが人がいたという報告はなかった[33][34]。
- 2010年5月23日: ユナイテッド・エクスプレスのカリフォルニア州サンフランシスコ発の航空便として運航していたスカイウェスト航空6467便（ボンバルディア CRJ200）がカリフォルニア州オンタリオにノーズギアを格納したまま着陸した。搭乗していた乗客24人、乗員3人の中に負傷者がいたという報告はなかった[35][36]。
- 2012年7月17日: デルタ・コネクションの塗装がなされたボンバルディア CRJ200が[37]、数日前にガールフレンドを殺害したことによりスカイウェスト航空の管理下から離れたパイロットによって盗み出され、セント・ジョージ地域空港（英語版）で損傷した。同機はターミナルから駐車場へ移動され、盗んだ人物は最終的に銃により自殺した。その航空機は非稼働中で乗客や乗員は航空機や空港やその付近にはいなかった[38]。